# Парламентські вибори у Ліхтенштейні 1986

Парламентські вибори 1986 року в Ліхтенштейні проходили 31 січня і 2 лютого. Більшість голосів отримала партія Патріотичний союз, забезпечивши собі у ландтазі 8 місць з 15.
Вперше в історії країни у виборах могли брати участь жінки, що отримали право голосу після референдуму 1984 року. При цьому одна жінка пройшла до Ландтагу від Прогресивної партії. Таким чином, Ліхтенштейн став однією з останніх країн світу, що надала виборче право жінкам.
На цих виборах вперше брала участь знов утворена партія Вільний список, що займала про-екологічну і менш консервативну позицію у порівнянні з представленими в ландтазі. Однак на цих виборах партія не змогла пройти 8% бар'єр і не потрапила до парламенту. Явка виборців склала 93,3%.
| Партія                       | Партія                          | Голосів | %     | Місць | +/-         |
| ---------------------------- | ------------------------------- | ------- | ----- | ----- | ----------- |
|                              | Патріотичний союз               | 46 793  | 50,19 | 8     | 0           |
|                              | Прогресивна громадянська партія | 39 853  | 42,75 | 7     | 0           |
|                              | Вільний список                  | 6 582   | 7,06  | 0     | нова партія |
| Недійсних/порожніх бюлетенів | Недійсних/порожніх бюлетенів    | 64      | —     | —     | —           |
| Усього                       | Усього                          | 11 612* | 100   | 15    | 0           |
| Виборців/Явка                | Виборців/Явка                   | 12 512  | 93,3  | -     | -           |

* Кожен виборець має стільки голосів, скільки місць у парламенті, тому загальна 
кількість голосів, відданих за різні партії, більше, ніж кількість виборців.